# Arzler Pitzeklamm
Arzler Pitzeklamm este o arie protejată (arie specială de conservare — SAC, sit de importanță comunitară — SCI) din Austria întinsă pe o suprafață de 31,2 ha, integral pe uscat.

## Localizare
Centrul sitului Arzler Pitzeklamm este situat la coordonatele 47°12′39″N 10°46′33″E / 47.2108°N 10.7758°E.

## Înființare
Situl Arzler Pitzeklamm a fost declarat sit de importanță comunitară în iunie 2003.

## Biodiversitate
Situată în ecoregiunea alpină, aria protejată conține 6 habitate naturale: Izvoare petrifiante cu formare de travertin (Cratoneurion), Grohotișuri calcaroase și de șisturi calcaroase de la nivelul montan până la nivelul alpin (Thlaspietea rotundifolii), Pante stâncoase calcaroase cu vegetație casmofită, Păduri pe pante, grohotișuri și ravene de Tilio-Acerion, Păduri aluvionare cu Alnus glutinosa și Fraxinus excelsior (Alno-Padion, Alnion incanae, Salicion albae), Păduri acidofile de Picea de la nivel montan la nivel alpin (Vaccinio-Piceetea).
La baza desemnării sitului se află un număr nedeclarat de specii protejate.